# Rogerije I., grof Sicilije
Roger I. [ʀɔže'], normanski vojvoda i grof od Sicilije (Hauteville-la-Guichard, oko 1031. – Mileto, 22. VI. 1101.). Osvojio je Siciliju od Saracena 1060. – 1091. i vladao u Kalabriji i Siciliji kao vazal brata Roberta Guiscarda.

## Životopis
Najmlađi je sin sitnoga normanskoga plemića Tankreda od Hautevillea. Stigao je u Apuliju 1056. i zatim stupio u službu svojega brata Roberta Guiscarda. Istaknuo se prilikom osvajanja Kalabrije (1056. – 1061.), a osobito Sicilije od Saracena (1061. – 1092.). Prema sporazumu s bratom Robertom Guiscardom (1062.) vladao je polovicom Kalabrije, a od 1072. bio je grof Sicilije. Nakon bratove smrti (1085.) preuzeo je vodstvo Normana u južnoj Italiji. Na području svoje vladavine utjecao je na crkvene prilike, poticao osnivanje i obnovu samostana te osnivao biskupije. Godine 1098. papa Urban II. dao mu je široke crkvenopravne ovlasti na Siciliji. Saracenima je 1091. oteo i Maltu. Djelovao na jačanju sicilskoga gospodarstva, osnažio položaj Katoličke crkve na Siciliji.
Naslijedio ga je stariji sin, maloljetni Šimun, za čije je kratkotrajne vladavine (1101. – 1105.), regent bila njegova majka Adelaide del Vasto. Šimuna je naslijedio brat Roger II., koji je postao prvim sicilskim kraljem.

## Supruge
- Judita d'Évreux
- Eremburga Mortainska
- Adelajda del Vasto